# Malu Vânăt (okręg Ardżesz)
Malu Vânăt – wieś w Rumunii, w okręgu Ardżesz, w gminie Merișani. W 2011 roku liczyła 770 mieszkańców.